# Братья Пилоты: По следам полосатого слона
Братья Пилоты: По следам полосатого слона — компьютерная игра в жанре квест, разработанная Gamos и изданная компанией 1С в сентябре 1997 года для персональных компьютеров под управлением Windows. Сюжет игры повествует о братьях Пилотах по имени Шеф и Коллега, которые расследуют исчезновение полосатого слона по кличке Балдахин из зоопарка. В декабре 1998 года было выпущено продолжение игры под названием «Братья Пилоты: Дело о серийном маньяке».

## Игровой процесс
В игре принимают участие два героя — Шеф и Коллега. На игровом столе расположена панель с изображением Шефа, Коллеги, двух рук, пустых ячеек для предметов, и ячейка с папкой «Дело», направляющей в главное меню для выбора уровня. Уровни отмечены пронумерованными флажками. Действия может выполнить только тот персонаж, который выбран. Если действие в данный момент выполняется, то виден курсор в виде песочных часов, и другое действие в данный момент выполнить невозможно. При наведении курсора на любой предмет рядом с курсором появляется надпись, указывающая на предмет. Если персонаж не может выполнить какое-то определённое действие, то он говорит «Ничего не понимаю!». Предметы, которые пригодятся при дальнейшем прохождении уровня, размещаются в ячейках на игровой панели, из которой они исчезнут после использования, и останутся, если они пригодятся неоднократно.

## Сюжет

Сцена с крокодилом на кухне

Посреди ночи из зоопарка города Бердичев был похищен полосатый слон Балдахин, до этого, не снеся побоев, сбежавший от владельца по имени Карбофос. С такой новостью вышла местная газета «Кривда», из которой и узнали о пропаже городские детективы братья Пилоты по имени Шеф и Коллега. Детективы решили расследовать похищение их любимого слона Балдахина и вышли на поиски.
Посетив зоопарк, братья дали взятку сторожу и забрали ключ у кенгуру, однако из-за нерасторопности Коллеги обезьяна забрала ключ у них и сбежала в лабиринт. Сумев поймать обезьяну и отобрав у неё ключ, Пилоты отправились в городскую гостиницу, чтобы найти улики. Добравшись до гостиницы через канализацию, детективы с помощью ключа забрались в номер Карбофоса, и сразу же насторожились сейфом-холодильником с многочисленными ручками. Открыв холодильник и оглушив с помощью предмета из холодильника крокодила, сидящего в ванной, Коллега достал ключ висящий за крокодилом и открыл дверь ведущую к балкону.
Проследовав за котом Мышьяком, объедавшимся колбасой в холодильнике, детективы стали свидетелем побега Карбофоса, и последовали за ним с помощью телевизора, но предварительно прогнав Гнусного Муха, который не давал тому свалиться. Во время дальнейшей погони Шеф и Коллега догнали Карбофоса на крыше, который отбыл от них на Балдахине, облепленном шарами. Запустив собственный воздушный шар, детективы пустились в погоню. Приземлившись с помощью вороны, которая пробила шар своим клювом, братья обнаружили Слугу висящим на дереве, и слона болтающимся в воздухе на шарах неподалеку. Приманив слона с помощью снятой с дерева флейты Карбофоса, Коллега и Шеф вернули его в зоопарк.

## Оценки
| Иноязычные издания    | Иноязычные издания |
| Издание               | Оценка             |
| --------------------- | ------------------ |
| Adventure-Archiv      | 75 %               |
| Android Rundown       | 8 из 10            |
| Русскоязычные издания |                    |
| Издание               | Оценка             |
| Game.EXE              | 94 %               |
| «Игромания»           | [ 6 ]              |
| «НИМ»                 | 7,8 из 10          |
| «Страна игр»          | 10 из 10           |

Обозреватель журнала «Страна игр» Андрей Ковалев положительно отозвался о игре, сравнив её с Gobliiins, и отметил, что в отличие от «Гоблинов» в «Братьях Пилотах» не нужно пытаться что-то сделать одновременно обоими персонажами. Из недостатков Ковалев отметил что игра, включающая в себя 15 этапов, очень короткая. Сергей Капицын из Game.EXE отметил, что игра «очаровательна», и графика «безупречна», но упрекнул художников за «некоторые явно „компьютерные“ фоны». Музыку Капицын назвал «заводной», и отметил что она «не дает пасть духом», а по длительности игры охарактеризовал что её «маловато». Завершил обзор он утверждением, что он будет считать, что «Братья Пилоты: По следам полосатого слона» — «первый русский квест». Рецензенты журнала «Навигатор игрового мира» отметили, что достижением игры стало то, что разработчикам удалось выдержать стиль мультфильмов. Слабой стороной игры они назвали музыкальное сопровождение, не совпадающее по громкости с озвучкой персонажей, из-за чего им пришлось отключить музыку чтобы слышать озвучку. При этом они отметили, что звук — «классный». В 2008 году в ретроспективном обзоре Андрей Шилоносов из «Страны игр» назвал головоломки в виде столба с указателем и сейфом-холодильником «безумными», и заметил, что у части игроков «опускались руки» уже на второй сцене.